# Distretto di Suceava
Il distretto di Suceava (in romeno Județul Suceava ) è uno dei 41 distretti della Romania, ubicato nella regione storica della Moldavia; gran parte del distretto fa parte della sub-regione storica della Bucovina meridionale.

## Centri principali
| Comune                   | Abitanti |
| ------------------------ | -------- |
| Suceava                  | 116.404  |
| Rădăuți                  | 33.169   |
| Fălticeni                | 31.573   |
| Câmpulung Moldovenesc    | 20.139   |
| Vatra Dornei             | 17.176   |
| Gura Humorului           | 17.047   |
| Vicovu de Sus            | 16.141   |
| Dolhasca                 | 11.439   |
| Marginea                 | 11.058   |
| Scheia                   | 10.944   |
| Salcea                   | 10.468   |
| Liteni                   | 10.348   |
| Dati del 1º gennaio 2016 |          |

## Struttura del distretto
Il distretto è composto da 5 municipi, 11 città e 98 comuni.

### Municipi
- Vatra Dornei
- Suceava
- Câmpulung Moldovenesc
- Fălticeni
- Rădăuți

### Città
- Broșteni
- Cajvana
- Dolhasca
- Frasin
- Gura Humorului
- Liteni

- Milișăuți
- Salcea
- Siret
- Solca
- Vicovu de Sus

### Comuni
- Adâncata
- Arbore
- Baia
- Bălăceana
- Bălcăuți
- Berchișești
- Bilca
- Bogdănești
- Boroaia
- Bosanci
- Botoșana
- Breaza
- Brodina
- Bunești
- Burla
- Cacica
- Calafindești
- Capu Câmpului
- Cârlibaba
- Ciocănești

- Ciprian Porumbescu
- Comănești
- Cornu Luncii
- Coșna
- Crucea
- Dărmănești
- Dolhești
- Dorna-Arini
- Dorna Candrenilor
- Dornești
- Drăgoiești
- Drăgușeni
- Dumbrăveni
- Fântâna Mare
- Fântânele
- Forăști
- Frătăuții Noi
- Frătăuții Vechi
- Frumosu
- Fundu Moldovei

- Gălănești
- Grămești
- Grănicești
- Hănțești
- Hârtop
- Horodnic de Jos
- Horodnic de Sus
- Horodniceni
- Iacobeni
- Iaslovăț
- Ilișești
- Ipotești
- Izvoarele Sucevei
- Marginea
- Mălini
- Mănăstirea Humorului
- Mitocu Dragomirnei
- Moara
- Moldova-Sulița

- Moldovița
- Mușenița
- Ostra
- Panaci
- Păltinoasa
- Pătrăuți
- Pârteștii de Jos
- Poiana Stampei
- Poieni-Solca
- Pojorâta
- Preutești
- Putna
- Rădășeni
- Râșca
- Sadova
- Satu Mare
- Siminicea
- Slatina
- Straja
- Stroiești

- Stulpicani
- Sucevița
- Șaru Dornei
- Șcheia
- Șerbăuți
- Todirești
- Udești
- Ulma
- Vadu Moldovei
- Valea Moldovei
- Vama
- Vatra Moldoviței
- Verești
- Vicovu de Jos
- Voitinel
- Volovăț
- Vulturești
- Zamostea
- Zvoriștea